# Caramuru (postać historyczna)

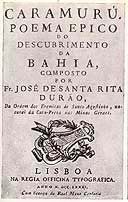
Okładka eposu "Caramuru"

Caramuru, właśc. Diogo Álvares Correia (ur. ok. 1475 w Viana do Castelo, Portugalia, zm. 5 października 1557 w Tatuaparze) – portugalski rozbitek u wybrzeży stanu Bahia w Brazylii, który następnie zamieszkał wśród Indian Tupinambá, ożenił się z córką tamtejszego wodza i pomagał Portugalczykom nawiązywać pierwsze kontakty z tubylczymi plemionami. Indianie nadali mu przydomek Caramuru, co w języku tupi oznacza rybę z rodziny minogowatych. Jest uważany za założyciela miasta Cachoeira w stanie Bahia.
Diogo Álvares Correia stał się bohaterem eposu augustianina Santa Rita Durão zatytułowanego Caramuru, opublikowanego w 1781. Pojawił się też w filmowej komedii romantycznej Caramuru: A Invenção do Brasil z 2001.

## Przydomek
Istnieje kilka możliwych wersji pochodzenia przydomka Caramuru, który otrzymał Diogo Álvares Correia. Niektóre źródła podają, że imię to pochodzi od użycia broni palnej przez rozbitka w pierwszym kontakcie z Indianami. Inna wersja głosi, że w momencie, gdy Correia miał zostać zjedzony przez kanibali, rozległ się dźwięk gromu i Indianie zaniechali swoich planów, krzycząc: “syn gromu”. Jednak bardziej prawdopodobne jest to, że przydomek pochodzi od gatunku ryby z gatunku minogowatych, zamieszkującej wody u wybrzeży Recôncavo Baiano. Tam został znaleziony rozbitek.

## Życiorys

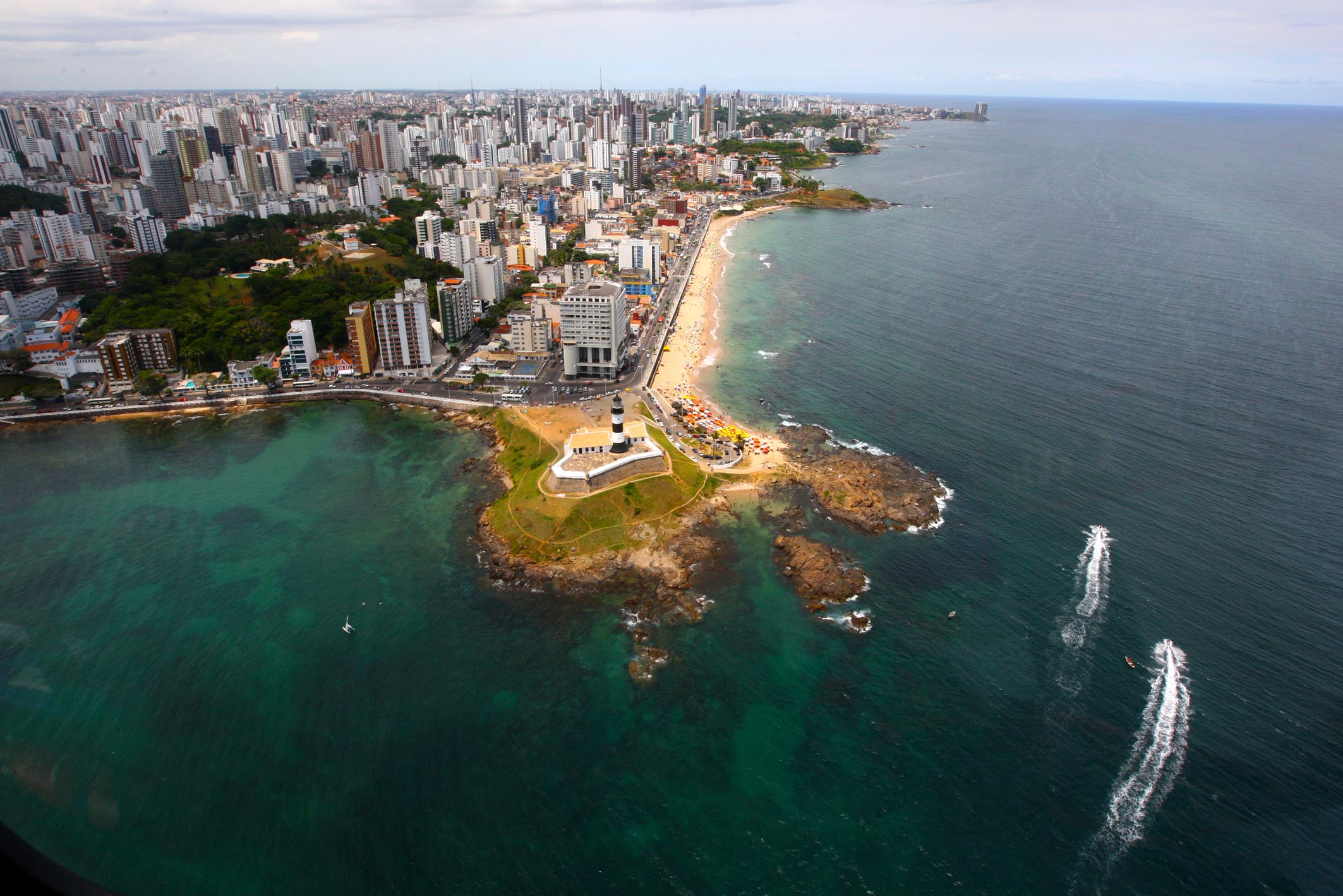
Dzielnica Barra w Salvadorze – jedno z najważniejszych miejsc epoki kolonialnej, miejsce zamieszkania Caramuru

Niewiele wiadomo o pierwszych latach życia Diogo Álvaresa Correi. Urodził się ok. 1475 (inne źródła podają, że ok. 1490) w mieście Viana do Castelo na północy Portugalii. Ok. 1509 znalazł się u wybrzeży Brazylii, która została oficjalnie odkryta przez Portugalczyków zaledwie 9 lat wcześniej: 22 kwietnia 1500 portugalski żeglarz Pedro Álvares Cabral dopłynął do okolic dzisiejszego miasta Porto Seguro w stanie Bahia. Correia do Brazylii dopłynął prawdopodobnie na francuskim lub portugalskim statku, który zatonął na rafach w okolicach Rio Vermelho. Dziewięć osób zdołało uratować się ze statku i dopłynąć do wybrzeża, jednak ośmiu z nich zostało pochwyconych i zjedzonych przez Indian. Istnieje kilka wersji, czemu Diogo Correia został ocalony. Według jednej z nich, był zbyt szczupły, aby zostać zjedzony przez kanibali. Inna wersja głosi, że do samoobrony użył broni palnej. Rozbitek, któremu nadano przydomek Caramuru, zamieszkał wśród Indian i zyskał ich szacunek. Wódz Taparicá oddał mu za żonę swoją córkę Paraguaçu. Caramuru został pośrednikiem pomiędzy Indianami a pierwszymi portugalskimi osadnikami w Bahia, jego rola wzrosła po przybyciu w 1549 gubernatora generalnego nowej kolonii, Thomé de Souzy, kiedy założono stolicę kolonii, obecne miasto Salvador. Caramuru służył radą pierwszym władzom portugalskiej kolonii, ułatwiał kontakty i handel pomiędzy osadnikami a Indianami oraz zażegnywał konflikty. W 1527 Caramuru i Paraguaçu udali się do Francji, gdzie 30 lipca 1528 Paraguaçu została ochrzczona i przyjęła imię Catarina. Po powrocie do Bahia, ok. 1535 na prośbę Catariny Paraguaçu, para ufundowała pustelnię Igreja da Graça, w miejscu której ponad sto lat później wzniesiono kościół. Igreja da Graça stanowi do dzisiaj jeden z zabytków Salvadoru. 
W 1536 donatariusz Kapitanii Bahia, Pereira Coutinho, przyznał Caramuru ziemię, która obejmowała dzisiejsze dzielnice Salvadoru: Graça, Chame-Chame oraz część Barra. W 1540 Caramuru wybudował tam dom, w którym zamieszkał ze swoją rodziną. Dom znajdował się w pobliżu pustelni Igreja da Graça oraz źródła wody Fonte da Graça, które we współczesnych czasach zostało zrewitalizowane i obecnie znajduje się na placu Praça Catarina Paraguaçu. 
Caramuru i Paraguaçu mieli cztery córki, które wyszły za pierwszych portugalskich szlachciców w Brazylii, dając początek mieszanym brazylijskim rodzinom. Caramuru miał jeszcze 16 dzieci z innymi Indiankami.
Caramuru zmarł 5 października 1557 w mieście Tatuapara w Bahia (dzisiaj jest to turystyczny kurort Praia do Forte).

## Obecność w kulturze
- 1781 – epos Caramuru autorstwa Frei José de Santa Rita Durão[17]
- 2001 – film Caramuru: A Invenção do Brasil w reżyserii Guela Arraesa[18]